# Kisgörbő
Kisgörbő è un comune dell'Ungheria di 234 abitanti (dati 2001). È situato nella contea di Zala.